# Iglesia católica siria de San Jorge
La iglesia católica siria de San Jorge es una antigua iglesia ubicada en 103 Washington Street entre las calles Rector y Carlisle en el distrito financiero de Manhattan, Nueva York. El edificio es el último recuerdo físico de la comunidad sirio-estadounidense y libanesa-estadounidense que conformaba Little Siria.

## Historia
Originalmente de tres pisos de altura con un techo a dos aguas, la estructura fue construida alrededor de 1812, y en 1850 se usaba como pensión para inmigrantes; se agregaron dos pisos adicionales en 1869. En 1925, el edificio fue comprado por George E. Bardwil, un importador de textiles, para el uso de la iglesia católica griega siria, organizada en 1889 para servir a la comunidad siria y libanesa-estadounidense en el vecindario Little Siria, también conocido como el Barrio Sirio. Cuatro años más tarde, Harvey F. Cassab, un dibujante libanés-estadounidense, fue contratado para crear una nueva fachada para el edificio. Se mantiene intacto su diseño neogótico en terracota blanca con un relieve policromado de San Jorge y el Dragón.
Después de la Segunda Guerra Mundial, la población siria y libanesa en el área disminuyó, en parte porque la comunidad fue destruida para dar paso a las rampas del túnel Brooklyn-Battery. La comunidad del Mediterráneo Oriental se mudó más tarde a Avenida Atlantic en Brooklyn. La iglesia se convirtió brevemente en una iglesia de rito romano y luego quedó en desuso como iglesia. En 1982, Moran Inc. compró el edificio y lo convirtió en un pub irlandés. El pub ahora ha cerrado, sin embargo, el edificio todavía es propiedad y está mantenido por Moran Inc.
La Comisión de Preservación de Monumentos Históricos de la Ciudad de Nueva York designó el edificio como un hito de la Ciudad de Nueva York el 14 de julio de 2009.